# فرودگاه گری‌موس
فرودگاه گری‌موس (به انگلیسی: Greymouth Airport) یک فرودگاه همگانی با کد یاتا GMN است که یک باند فرود آسفالت دارد و طول باند آن ۱۰۹۱ متر است. این فرودگاه در کشور نیوزلند قرار دارد و در ارتفاع ۴ متری از سطح دریا واقع شده است.